# Patinação artística nos Jogos Olímpicos de Inverno de 1994
Resultados das competições de patinação artística nos Jogos Olímpicos de Inverno de 1994 realizadas em Lillehammer, Noruega.

## Medalhistas
| Evento                        | Ouro                                         | Prata                                         | Bronze                                          |
| ----------------------------- | -------------------------------------------- | --------------------------------------------- | ----------------------------------------------- |
| Individual masculino detalhes | Alexei Urmanov RUS Rússia                    | Elvis Stojko CAN Canadá                       | Philippe Candeloro FRA França                   |
| Individual feminino detalhes  | Oksana Baiul UKR Ucrânia                     | Nancy Kerrigan USA Estados Unidos             | Chen Lu CHN China                               |
| Duplas detalhes               | Ekaterina Gordeeva Sergei Grinkov RUS Rússia | Natalia Mishkutenok Artur Dmitriev RUS Rússia | Isabelle Brasseur Lloyd Eisler CAN Canadá       |
| Dança no gelo detalhes        | Oksana Grishuk Evgeny Platov RUS Rússia      | Maya Usova Alexander Zhulin RUS Rússia        | Jayne Torvill Christopher Dean GBR Grã-Bretanha |

## Quadro de medalhas
| Ordem | País               | Medalha de ouro | Medalha de prata | Medalha de bronze |   | Ordem por total |
| ----- | ------------------ | --------------- | ---------------- | ----------------- | - | --------------- |
| 1     | RUS Rússia         | 3               | 2                |                   | 5 | 1               |
| 2     | UKR Ucrânia        | 1               |                  |                   | 1 | 3               |
| 3     | CAN Canadá         |                 | 1                | 1                 | 2 | 2               |
| 4     | USA Estados Unidos |                 | 1                |                   | 1 | 3               |
| 5     | CHN China          |                 |                  | 1                 | 1 | 3               |
| 5     | FRA França         |                 |                  | 1                 | 1 | 3               |
| 5     | GBR Grã-Bretanha   |                 |                  | 1                 | 1 | 3               |